# Cyaniriodes libna
Cyaniriodes libna är en fjärilsart som beskrevs av William Chapman Hewitson 1869. Cyaniriodes libna ingår i släktet Cyaniriodes och familjen juvelvingar. Inga underarter finns listade i Catalogue of Life.

## Bildgalleri

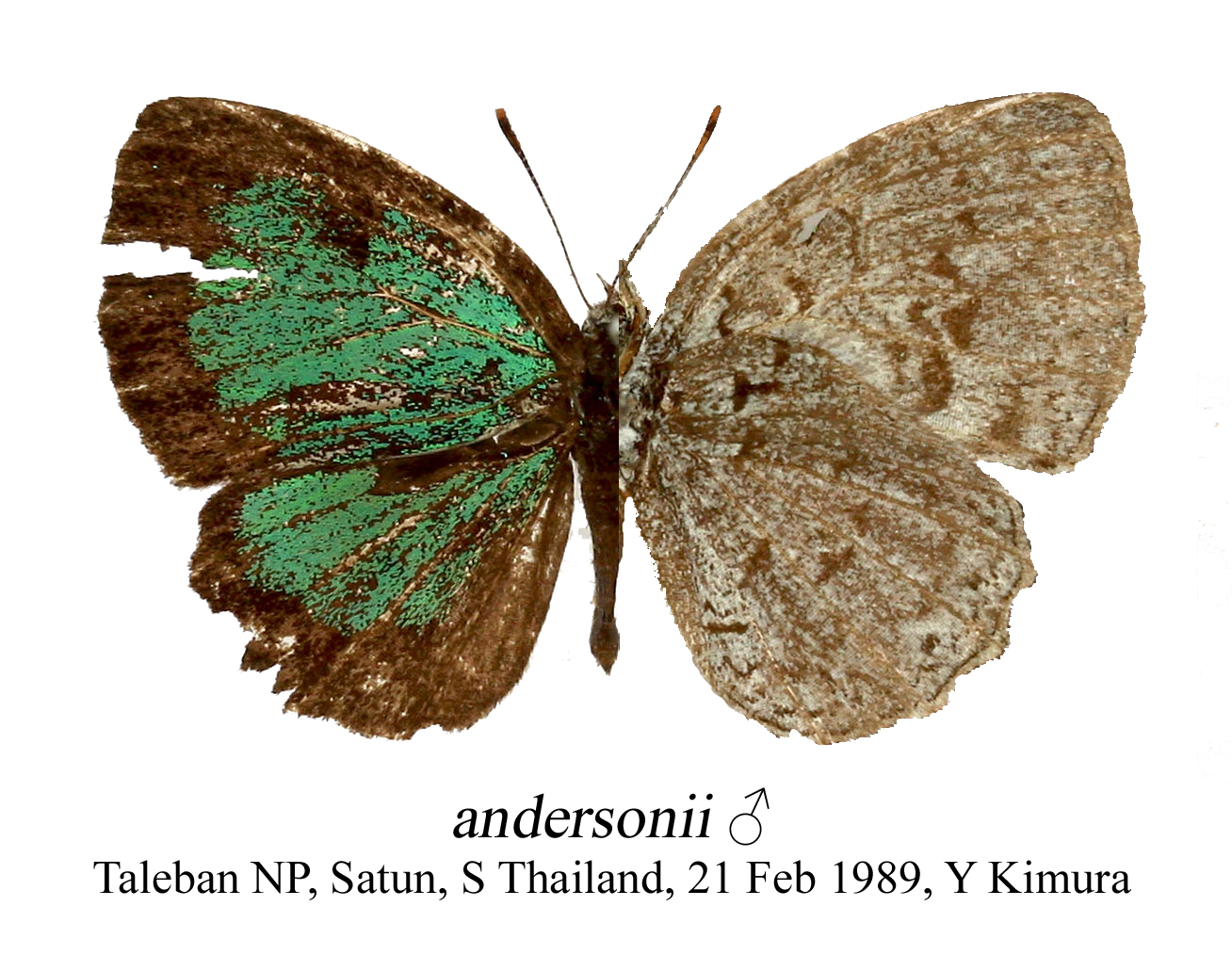
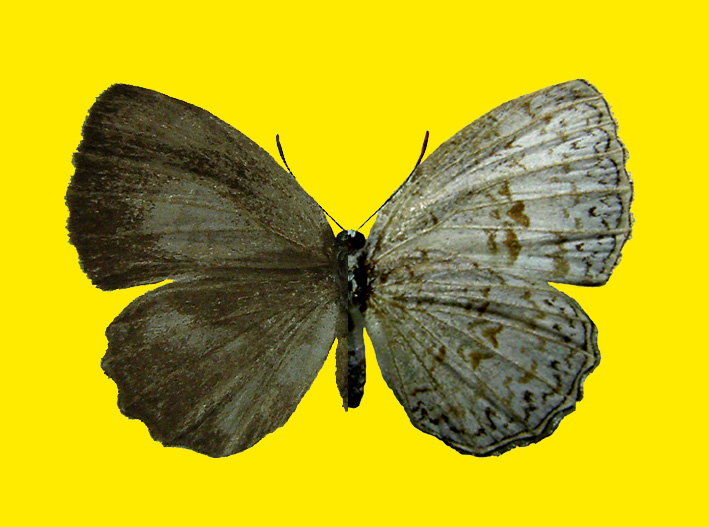
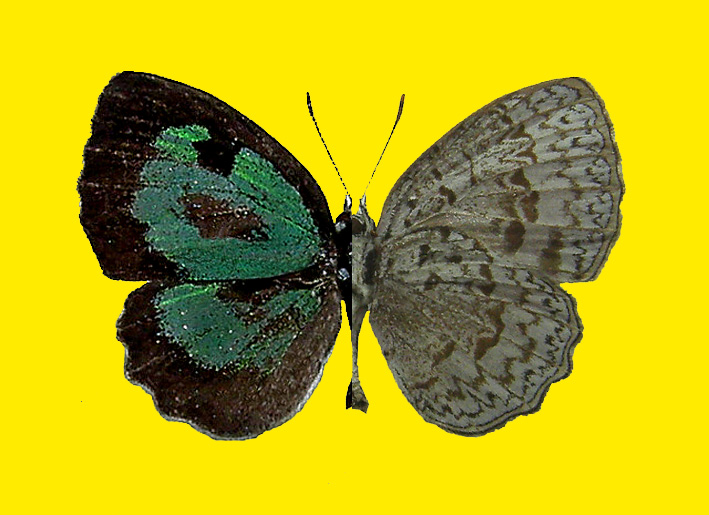